# 卡皮托拉 (佛羅里達州)
卡皮托拉（英語：Capitola）是位於美國佛羅里達州萊昂縣的一個非建制地區。該地的面積和人口皆未知。

## 地理
卡皮托拉的座標為30°27′04″N 84°05′17″W / 30.45111°N 84.08806°W，而該地的平均海拔高度為22米（即72英尺）。